# Друзи
Друзи су арапска, езотеричка, монотеистичка верска заједница од око милион људи, која се налази превасходно на простоју Сирије, Либана, Израела и Јордана. Они сматрају да је отац Мојсијеве жене Шуајб предак Друза, те га поштују као свог духовног оснивача и главног пророка. Ова религија је заснована на учењима Хамзе ибн Али ибн Ахмада, фатимидског калифа Ел Хаким би Амр Алаха и древних грчких филозофа као што су Платон, Аристотел, Питагора и Зенон из Китијума. Друзи су езотерична етнорелигијска група која говори арапски пореклом из западне Азије и који се самоидентификују као Народ монотеизма (Ал-Мувахидун).
Посланице мудрости су основни и централни текст друске вере. Вера Друза укључује елементе исмаилизма, огранка шиизма, гностицизма, хришћанства, зороастризма, будизма, хиндуизма, новоплатонизма, питагорејанизма, и других филозофија и веровања, стварајући засебну и тајанствену теологију засновану на езотеричној интерпретацији списа, која наглашава улогу ума и истинитости. Друзи верују у теофанију и реинкарнацију или пресељење душе. Друзи верују да се на крају циклуса поновног рађања, који се постиже узастопним реинкарнацијама, душа сједињује са космичким умом (al-ʻaql al-kullī).
Иако се вера првобитно развила из исмаилизма, Друзи се не идентификују као муслимани. Друзи се теолошки разликују од муслимана због свог еклектичног система доктрина, као што су веровање у теофанију и реинкарнацију, а они не прихватају нити прате пет стубова ислама.
Вера Друза је једна од главних верских група на Леванту, са између 800.000 и милион присталица. Највише их има у Либану, Сирији и Израелу, са малим заједницама у Јордану. Они чине 5,5% становништва Либана, 3% Сирије и 1,6% Израела. Најстарије и најгушће насељене заједнице Друза постоје у планини Либан и на југу Сирије око Џабал ал Друза (дословно „Планина Друза“). Друшки друштвени обичаји се знатно разликују од обичаја муслимана и данашњих урбанизованијих хришћана. Познато је да формирају уско повезане, кохезивне заједнице које не допуштају у потпуности приступ онима који нису Друзи.
Заједница Друза играла је критично важну улогу у обликовању историје Леванта, где и даље игра значајну политичку улогу. Као верска мањина у свакој земљи у којој се налазе, често су били изложени прогонима различитих муслиманских режима. Друзи су често били на мети исламиста.

## Карактеристике
Религија Друза је један облик ислама, али са специфичним елементима гностичких и неоплатонских филозофија. Они користе арапски језик и имају сличне обрасце друштвеног понашања као и Арапи у региону. Већина муслимана их не сматра припадницима ислама, иако они себе виде као муслимане. Највећи број Друза себе сматра Арапима (уз изузетак Друза у Израелу). Затворена су заједница, прилив нових верника није допуштен, а брак са особом друге вероисповести аутоматски за собом повлачи екскомуникацију из заједнице. Друзима се, дакле, по законима те вере сматрају само особе чији је сваки предак потекао од првих конвертита, тј. из почетног периода ове религије, кад је конверзија у нову веру била допуштена сваком ко је то желео.
Друзи називају себе Ахл ел Тавхид или ел муваххидун, народ монотеизма. Названи су по Мухамеду ад Даразију, који је 1017. основао религију и који је шестог фатимидског халифа у Египту ел Хакима (996—1021), прогласио инкарнацијом божанства. Иако Друзи своју науку чувају у строгој тајности — њена суштина позната је само слоју одабраних (uqqual) — зна се да та монотеистичка религија представља комбинацију исламских, јеврејских, хришћанских, неоплатонистичких и иранских елемената.
Друзи верују у пресељење душа (метемпсихоза) и Последњи суд. Живе у конзервативном, феудално-патријархалном друштвеном уређењу, под вођством угледних племићких породица. Забрањена је полигамија, уживање алкохола и пушење. Познати су по патријархалном моралу и ратоборности.

## Историја
Године 1519. признали су суверенитет Турске, али су и даље имали делимичну аутономију. Емиром је 1585. именован Друз Факх ад-Дин-, који је 1633. погубљен после неуспелог покушаја да се осамостали. У 18. веку проблем свог осамостаљења Друзи су покушали решити везујуће се са Британцима (емир Башир, (1788—1840). Антагонизам Друза и хришћанске секте Маронита је дошао до изражаја и 1860. у рату, у којем су Друзи, подржани од Велике Британије и Порте, на подручју Сирије и Либана побили око 11.000 Маронита. Масакр је прекинула интервенција француске војске. На захтев Француске један део Друза, пресељен је у Хауран, данас по Друзима назван Џабал ад Дуруз.
После Првог светског рата Друзи су у Џабал ад Дурузу прогласили независност у оквиру француског мандата над Сиријом. Кад је француска управа 1923. почела с увођењем административних и социјалних реформи и дирнула у традиције и племићку хијерархију Друза, избио је 1925. устанак предвођени њиховим султаном ел Атраш. Устанак је брзо захватио читаву Сирију и део Либана, а заузет је и Дамаск. Борбе су трајале до средине 1927. када су Французи успели савладати устанике, а султан је отишао у Трансјорданију. Аутономија Друза је била смањена, а француска контрола појачана.
Друзи су у Израелу били организовани као аутономна верска општина са властитом управом и верским судовима.